# Stato da Màr
v.  1000 – 1797
(Environ 800 ans)
Entités précédentes :
- Empire romain d'orient

Entités suivantes :
- Empire d'Autriche (province vénitienne et Dalmatie : 1797 puis 1815)
- République française (départements français de Grèce : 1797)
- Empire français (Provinces illyriennes et République des Sept-Îles : 1800)
- Empire ottoman (Grèce continentale et îles égéennes progressivement, Chypre en 1570, Crète en 1646)
- Empire britannique (République des îles Ioniennes)

Le Stato da Màr, terme vénitien signifiant « État de la Mer », ou Domini da Mar (« Domaines de la Mer »), est l'une des trois composantes territoriales de la république de Venise. Les deux autres sont le Dogado (ville de Venise et les îles de sa lagune) et une partie du nord-est de l'Italie comprenant notamment la Vénétie (en italien : Domini di Terraferma ; en vénitien : Domini de teraferma / Stato da tera).

## Histoire
Vers l'an mil, Venise s'émancipe de l'Empire romain d'Orient (dit byzantin) auquel elle était jusque-là attachée, avec une certaine autonomie. L'Istrie méridionale, la Dalmatie et ses îles, autres territoires byzantins, étaient déjà dans l'orbite économique et culturelle vénitienne, et feront désormais partie de son domaine jusqu'à la chute de la république de Venise en 1797, formant le Stato da Màr accessible surtout par la mer Adriatique. Profitant de la fragmentation de l'Empire byzantin par la quatrième croisade (qu'elle a largement contribué à détourner vers Constantinople), la « Sérénissime République » étendra largement son Stato da Màr à partir du XIIIe siècle dans les Balkans, en Grèce et, plus tard, à Chypre.

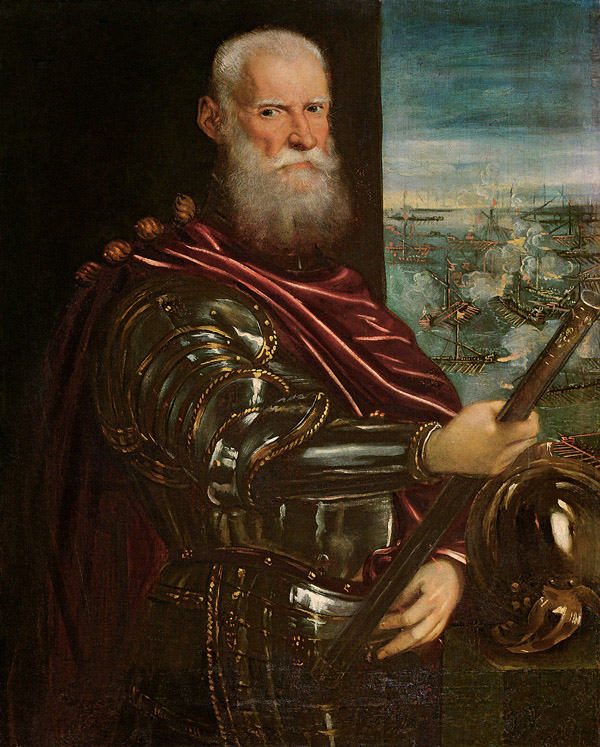
Sebastiano Venier avec les insignes du capitaine général da Màr (tableau du Tintoret)
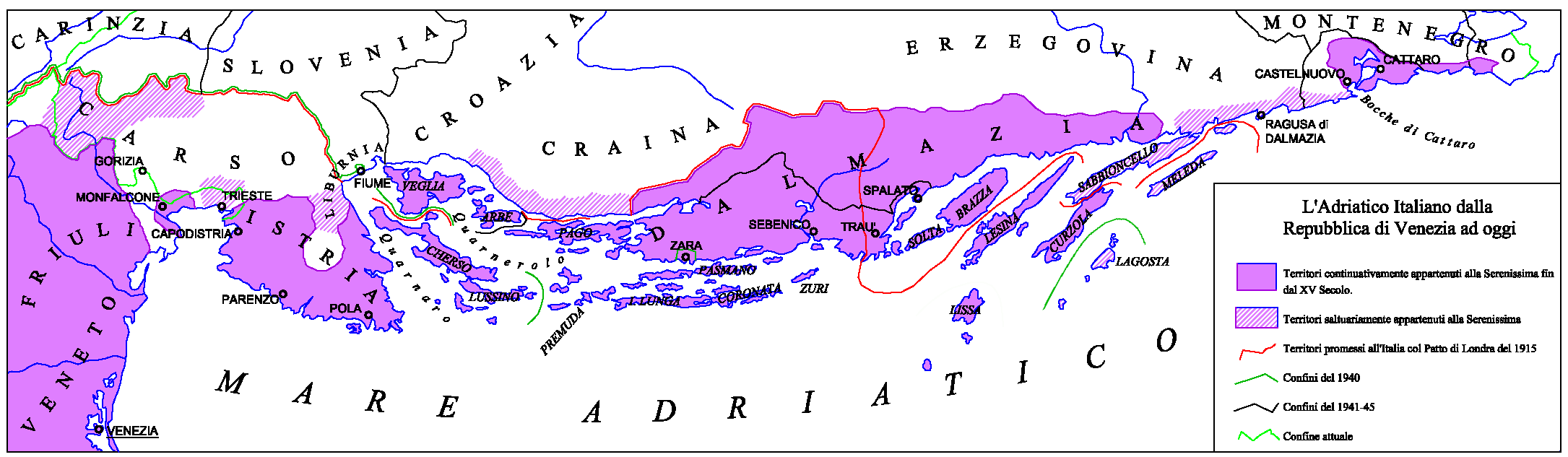
Le domaine vénitien en Dalmatie
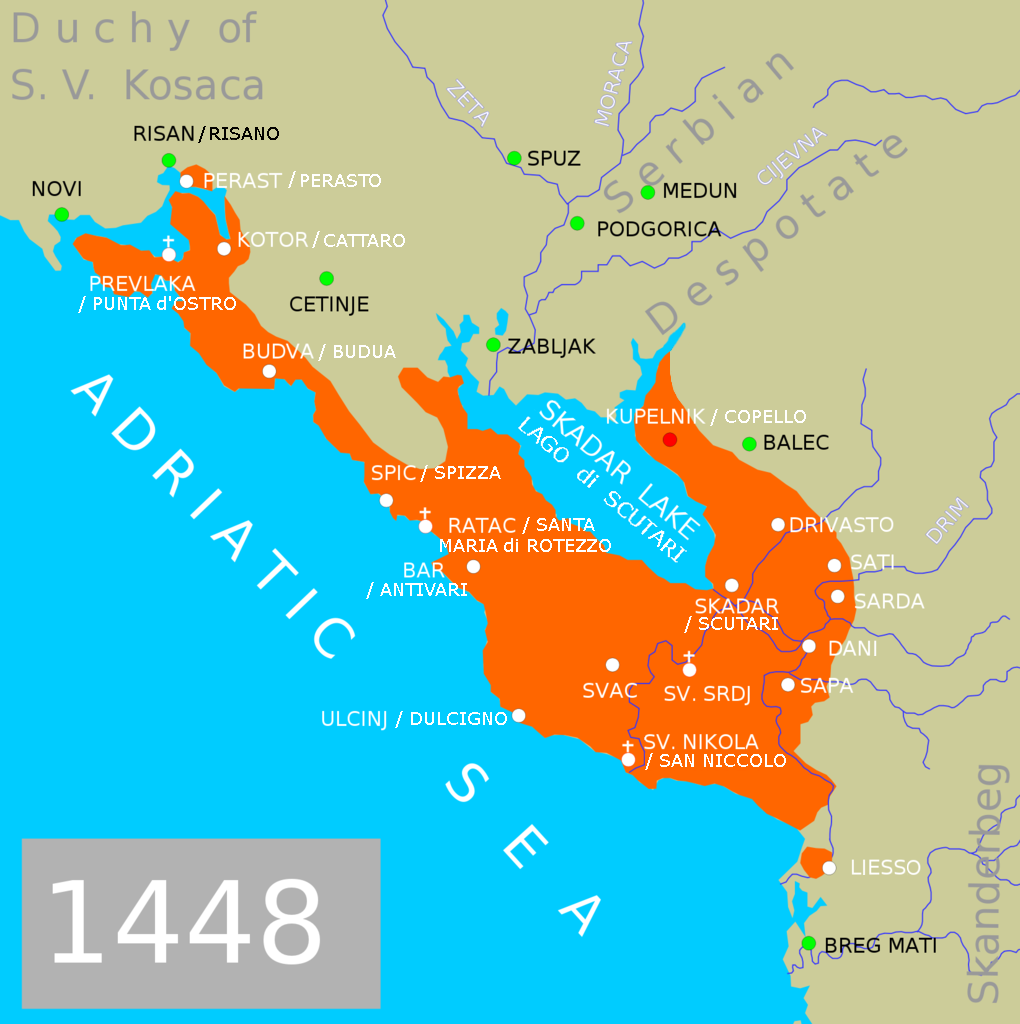
Le domaine vénitien autour du lac de Scutari
Les îles Ioniennes vénitiennes
Le Péloponnèse vénitien

Mais l'affaiblissement et la disparition de Byzance profitent à l'Empire ottoman qui rogne désormais le domaine vénitien au cours des guerres vénéto-ottomanes, réduisant progressivement le Stato da Màr qui disparaît avec la chute de la Sérénissime, en 1797, partagé entre la République française, qui annexe les îles Ioniennes, et la monarchie des Habsbourg qui s'empare des territoires restants, sur la côte orientale de la mer Adriatique (intégrés à la province vénitienne, comprenant également la ville de Venise.
Les ottomans, eux, mettent fin à l'« Albanie vénitienne ». L'Istrie et la Dalmatie seront, en 1805, annexées par le royaume d'Italie napoléonien, puis intégrées aux provinces illyriennes de l'Empire français de 1809 à 1814. Au congrès de Vienne de 1815, la république de Venise n'est pas rétablie et ces territoires échoient à l'empire d'Autriche jusqu'en 1918, à l'exception des îles Ioniennes qui constituent une république sous protectorat britannique jusqu'en 1864.

## Sources
- Jean-Claude Hocquet, Venise au Moyen Âge, Guide Belles Lettres des Civilisations, Les Belles Lettres, Paris 2003.
- John Julius Norwich, Histoire de Venise, Payot, Paris 1986,  (ISBN 978-2-228-14120-8).
- Alvise Zorzi, Une cité, une république, un empire : Venise, Fernand Nathan, Paris 1980  (ISBN 978-2-09-284535-6).